# Oratorio di San Michele Arcangelo (Celle Ligure)
L'oratorio di San Michele Arcangelo è un luogo di culto cattolico situato nel comune di Celle Ligure, in provincia di Savona. Sito su un'altura dietro la chiesa parrocchiale omonima, è sede dell'omonima confraternita.

## Storia e descrizione

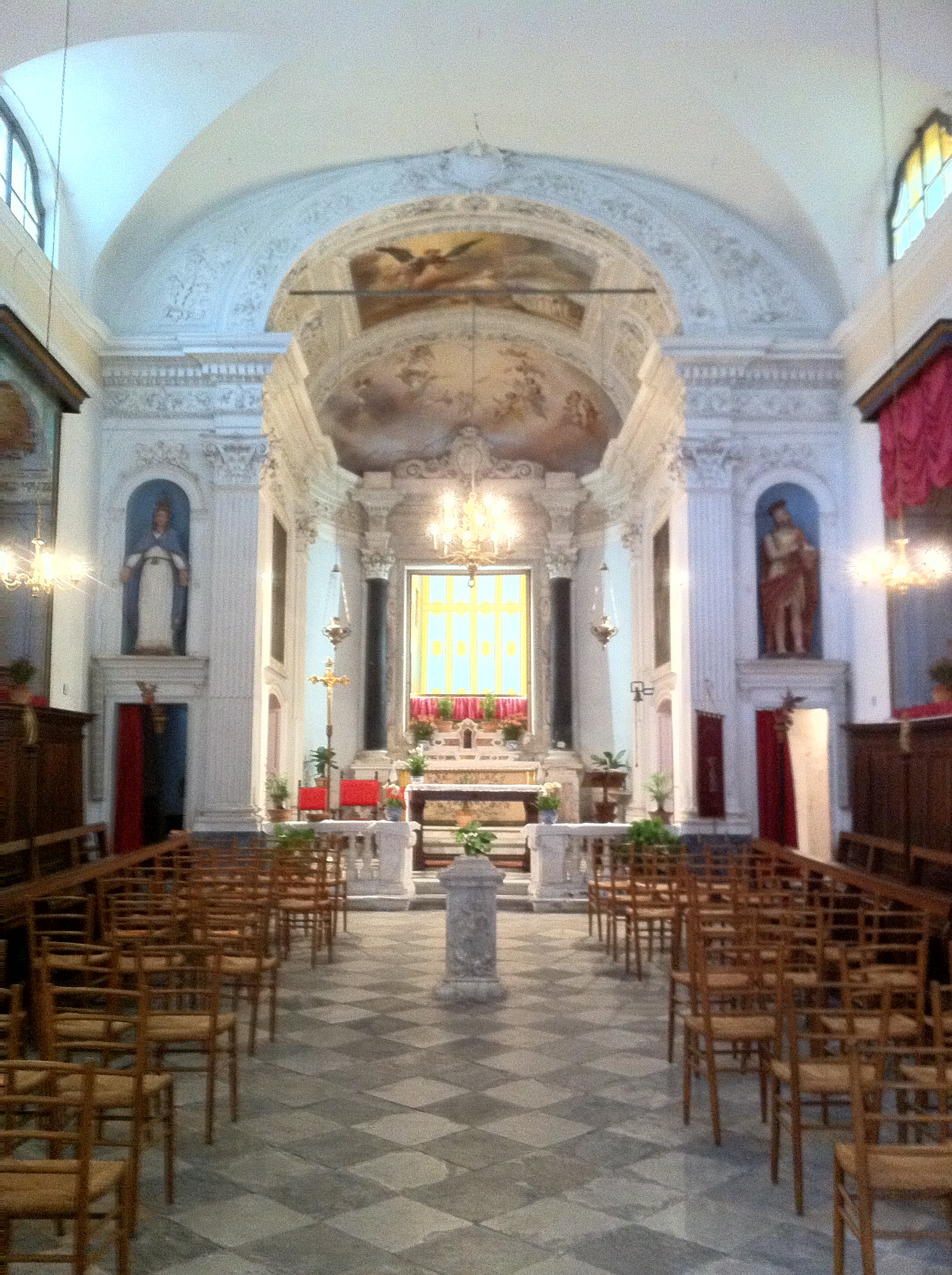
Il presbiterio

L'oratorio è costituito da un'unica navata stretta e lunga, con volta a sesto ribassato. L'altare maggiore è in marmo e in stile barocco. Lungo le pareti si succedono gli scranni lignei dove un tempo sedevano i confratelli, mentre sopra di essi fanno bella mostra diverse tele di varie epoche, tra cui una di Giovanni Battista Carlone.
Sopra l'ingresso principale si sviluppa una orchestra in legno con piccolo organo a canne. Sono presenti tre crocefissi processionali, tra cui uno di Pasquale Navone (1767) e uno di Antonio Brilla, una statua lignea di San Carlo Borromeo, una del Cristo morto e una pregevole statua lignea di San Michele Arcangelo realizzata da Anton Maria Maragliano nel 1694.